# Lübars
Lübars är en stadsdel i Berlin i Tyskland, belägen vid den norra stadsgränsen i  stadsdelsområdet Reinickendorf.  Stadsdelen är känd för sin bevarade bykaraktär och var under Berlins delning ett av få lantliga områden med jordbruk inom Västberlins gränser.  Lübars har 4 785 invånare (2013).

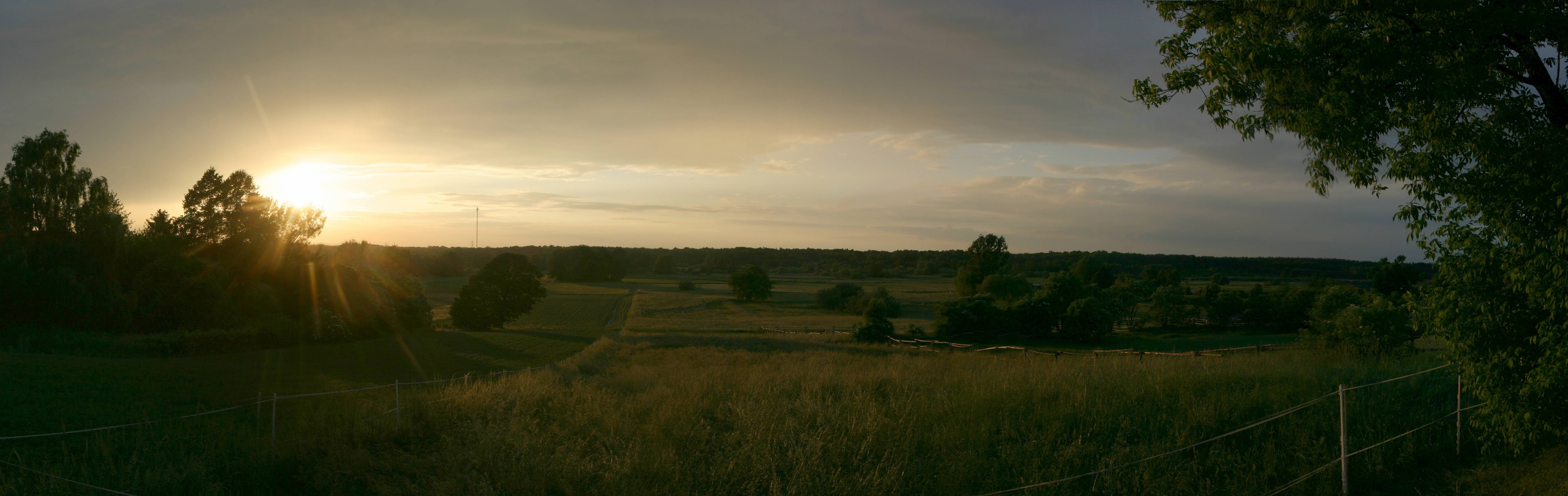
Panoramabild över Tegeler Fliess vid Lübars